# Antocha ophioglossodes
Antocha ophioglossodes är en tvåvingeart som beskrevs av Alexander 1968. Antocha ophioglossodes ingår i släktet Antocha och familjen småharkrankar. Inga underarter finns listade i Catalogue of Life.